# Носачов Андрій Петрович
Андрій Петрович Носачо́в (13 грудня 1913, Гіржове, Ново-Петрівська волость, Тираспольський повіт, Херсонська губернія, Російська імперія — 29 грудня 1990, Суми, УРСР, СРСР) — український радянський актор театру. Народний артист Української РСР (1980). Заслужений артист Української РСР (1968).

## Біографія
Народився 30 листопада [13 грудня] 1913 року в селі Гіржовому (тепер Роздільнянський район Одеської області, Україна).
У 1933 році закінчив драматичну студію при Донецькому театрі музичної комедії (педагог Домініан Козачківський).
Впродовж 1933—1934 років працював в Криворізькому театрі «Кривбас»; впродовж 1934—1938 років — у колгоспному театрі імені Жовтневої революції на станції Довгинцевій; впродовж 1938—1941 років — в Уральському українському музично-драматичномутеатрі Казахської PCP, з 1941 року — в Сумському українському театрі драми і комедії імені Михайла Щепкіна. Член КПРС з 1960 року.

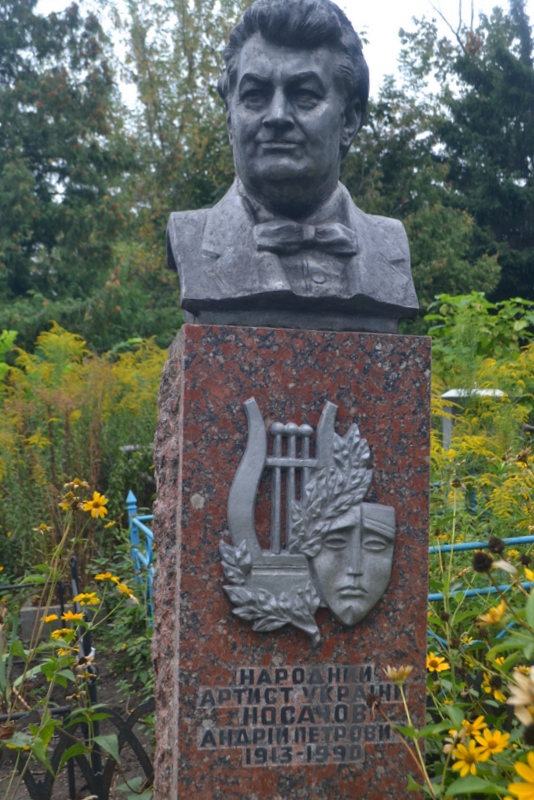
Надгробний пам'ятник.

Помер в Сумах 29 грудня 1990 року. Похований в Сумах на Засумському кладовищі. На могилі актора на постаменті з червоного граніту (1,54 метра) встановлене алюмінієве погруддя (0,56 метрів). Автор — скульптор Олег Прокопчук.

## Ролі
- Микола Задорожний («Украдене щастя» Івана Франка);
- Іван Непокритий («Дай серцю волю, заведе в неволю» Марка Кропивницького);
- Часник («В степах України» Олександра Корнійчука);
- Іван Сірошапка («Зачарований вітряк» Михайла Стельмаха);
- Витягайченко («Кінармія» за Ісаком Бабелем);
- Сандро («Виходячи на пенсію, не гасіть світло» Г. Хугаєва);
- Ланс («Два веронці» Вільяма Шекспіра).

## Відзнаки
- Заслужений артист Української РСР з 1968 року;
- Орден «Знак Пошани»;
- Народний артист Української РСР з 1980 року;
- Почесна грамота Президії Верховної Ради УРСР.